# Vagabonds of the Western World
 (décembre 2023).
Si vous disposez d'ouvrages ou d'articles de référence ou si vous connaissez des sites web de qualité traitant du thème abordé ici, merci de compléter l'article en donnant les références utiles à sa vérifiabilité et en les liant à la section « Notes et références ».
Albums de Thin Lizzy
Shades of a Blue Orphanage
(1972) Nightlife
(1974)
Vagabonds of the Western World est le troisième album studio du groupe Thin Lizzy, sorti en 1973.

## Liste des titres
| No | Titre                         | Auteur                               | Durée |
| -- | ----------------------------- | ------------------------------------ | ----- |
| 1. | Mama Nature Said              | Phil Lynott                          | 4:52  |
| 2. | The Hero and the Madman       | Phil Lynott                          | 6:08  |
| 3. | Slow Blues                    | Phil Lynott, Brian Downey            | 5:14  |
| 4. | The Rocker                    | Phil Lynott, Brian Downey, Eric Bell | 5:12  |
| 5. | Vagabond of the Western World | Phil Lynott                          | 4:44  |
| 6. | Little Girl in Bloom          | Phil Lynott                          | 5:12  |
| 7. | Gonna Creep Up on You         | Phil Lynott, Eric Bell               | 3:27  |
| 8. | A Song for While I'm Away     | Phil Lynott                          | 5:10  |

## Composition du groupe
- Phil Lynott – chants, basse
- Eric Bell – guitares
- Brian Downey – batterie, percussions